# 1092
1092. је била проста година.

## Догађаји
- Лето – Цар Алексије I Комнин подмићује једног од званичника Килиџ Арслана (султана Румског султаната) да поврати Синопу (престоницу Пафлагоније) и суседне приобалне регионе. Користи византијску флоту да порази селџучку морнарицу код обале Киуса у Битинији.
- Византијски цар Алексије I Комнин, због сталних упада српске војске великог жупана Вукан покреће византијску војску са намером да утврди погранични појас познат под називом „Зигос“[1]. Граница је била слабо утврђена те ју је Вукан пробио наредне. године. Због тога се Алексије лично појавио у Скопљу са војском те се Вукан повукао у Звечан и понудио мир.
- Лето – Краљ Вилијам II анектира Камбрију од шкотског келтског краљевства Стратклајд и гради замак Карлајл.
- Су Сонг, кинески државник и научник, објављује свој „Син Ји Сјанг Фа Јао“, трактат у којем описује изградњу и рад његове сложене астрономске сат-куле, изграђене у Кајфенгу. Такође укључује небески атлас са пет звезданих мапа.

### Јануар
- 14. јануар – Вратислав II, први краљ Бохемије, умире након 6½ година владавине, а наслеђује га брат Конрад I, који постаје војвода, а не краљ, јер је Вратислава Хајнрих IV, цар Светог римског царства (1085. године), уздигао на краљевско достојанство „доживотно“. Конрад умире 6. септембра након 8 месеци владавине, а наслеђује га нећак Бретислав II (најстарији син Вратислава).

### Април
- 21. април – Папа Урбан II уздиже Пизанску дијецезу на достојанство метрополитанске надбискупије.

### Мај
- 11. мај – Освећена је Линколнска катедрала, једна од најлепших готских грађевина у Енглеској.[3]
- 21. мај – Саболчки сабор: Угарски краљ Ладислав I сазива савет прелата свог краљевства у тврђави Саболч.

### Новембар
- 19. новембар – Султан Малик-Шах I умире након 20-годишње владавине током лова. Селџучко царство запада у хаос: његов брат Тутуш I и његови ривалски наследници оснивају сопствене независне султанате на Блиском истоку. Малик-Шаха наслеђује његов син Махмуд I, али он не стиче контролу над царством.

## Смрти
- Вратислав II, војвода Чешке

- Конрад I, војвода Чешке

- Малик шах I

- Низам ал-Мулк